# Solenoptera dominicensis
Solenoptera dominicensis är en skalbaggsart som först beskrevs av Charles Joseph Gahan 1890.  Solenoptera dominicensis ingår i släktet Solenoptera och familjen långhorningar.
Artens utbredningsområde är Haiti. Inga underarter finns listade i Catalogue of Life.